# 1397
Пізнє Середньовіччя •  Відродження •  Реконкіста •  Ганза •  Столітня війна •  Велика схизма •  Монгольська імперія

## Геополітична ситуація
Державу османських турків очолює султан Баязид I (до 1402). Імператором Візантії є Мануїл II Палеолог (до 1398). Вацлав IV є королем Богемії та Німеччини. У Франції править Карл VI Божевільний (до 1422).
Апеннінський півострів розділений: північ належить Священній Римській імперії, середню частину займає Папська область, південь належить Неаполітанському королівству. Деякі міста півночі: Венеція, Піза, Генуя тощо, мають статус міст-республік. Триває боротьба гвельфів та гібелінів.
Майже весь Піренейський півострів займають християнські Кастилія і Леон, де править Енріке III (до 1406), Арагонське королівство, де править Мартін I Арагонський (до 1410), та Португалія, де королює Жуан I Великий (до 1433). Під владою маврів залишилися тільки землі на самому півдні.
Річард II править в Англії (до 1400). У Кальмарській унії (Норвегії, Данії та Швеції) владу утримує Маргарита I Данська, офіційним королем є Ерік Померанський. В Угорщині править Сигізмунд I Люксембург (до 1437). Королем польсько-литовської держави є Владислав II Ягайло (до 1434). У Великому князівстві Литовському княжить Вітовт.
Частина руських земель перебуває під владою Золотої Орди. Галичина входить до складу Польщі. Волинь належить Великому князівству Литовському. У Києві княжить Іван Ольгимонтович Гольшанський (до 1401). Московське князівство очолює Василь I.
Монгольська імперія займає більшу частину Азії, але вона розділена на окремі улуси. На заході євразійських степів править Золота Орда. У Семиріччі та Ірані владу утримує емір Тамерлан.
У Єгипті панують мамлюки, а Мариніди у Магрибі. У Китаї править династії Мін. Делійський султанат є наймогутнішою державою Індії. В Японії триває період Муроматі.
Цивілізація мая переживає посткласичний період. У долині Мехіко склалася цивілізація ацтеків. Почала зароджуватися цивілізація інків.

## Події

### Наші
- У Києві почав княжити Іван Ольгимонтович Гольшанський.
- Литовський князь Вітовт пішов на Крим, дійшов до Кафи і зруйнував Херсонес.
- Містечкам Глиняни і Щирець (тепер Львівська область) надано магдебурзьке право Владиславом ІІ Ягайлом.
- Написано Київський Псалтир — пам'ятку середньовічного книжного мистецтва України.
- 5 березня — перша письмова згадка про Сколе.

### Світові
- Єдигей очолив військо Золотої Орди.
- У Москві засновано Стрітенський монастир.
- Османи захопили грецьке місто Мегари.
- Кальмарська унія об'єднала Данію, Норвегію та Швецію включно з Фінляндією в одну державу.
- Костянтин II Асень проголосив себе правителем Видинського царства, вже завойованого турками.
- Король Англії Річард II спробував відновити свій контроль над країною, заарештувавши лордів-апелянтів.
- Турки на деякий час захопили Афіни.
- У Японії засновано монастир Кінкаку.

## Народились
- 7 травня — Седжон Великий, четвертий король династії Чосон.
- 10 серпня — Альбрехт II, король Німеччини (з 18 березня 1438), король Угорщини і Чехії (з 27 грудня 1437), герцог Австрії (з 1404, під ім'ям Альбрехт V), маркграф Моравії (з 1423) з Альбертинської лінії династії Габсбургів, титулярний король Галичини й Володимерії. Перший Габсбург, що об'єднав під своєю владою Австрію, Чехію, Угорщину та Німеччину.
- 15 листопада — Миколай V, 208-й папа римський з 6 березня 1447 по 24 березня 1455.
- Аузіас Марк, каталонський поет, найбільший поет XV «золотого» століття каталонської культури, видатний представник ренесансної епохи.
- Паоло Тосканеллі, відомий флорентійський вчений в галузі астрономії, медицини, географії і математики.
- Паоло Учелло, художник і математик доби раннього Відродження в Італії.
- Чимальпопока, 3-й тлатоані Теночтітлану.

## Померли
- 11 січня — Скиргайло Ольгердович, князь Троцький (1382—1395), Полоцький (1387—1397), Великий князь Київський (1395—1397). Великий князь Литовський (1386—1392).